# 이계훈
이계훈(李啓勳, 1952년 2월 22일 ~ )은 대한민국의 제31대 공군참모총장을 역임한 군인이다.

## 학력
- 1970년 광주제일고등학교 졸업
- 1975년 공군사관학교 23기
- 1977년 육군방공포병학교 위탁교육반 수료
- 1978년 공군방공포병학교 졸업
- 1984년 국방대학교 행정학사 29기
- 1987년 동국대학교 행정대학원 행정학 석사

## 경력
- 2001. 05. - 2003. 05. : 공군 제8전투비행단장 (공군 준장)
- 2003. 05. - 2003. 10. : 공군 작전사령부 부사령관
- 2003. 10. - 2005. 10. : 합동참모본부 작전본부 교리훈련부장 (공군 소장)
- 2005. 11. - 2006. 12. : 공군본부 정보작전지원참모부장
- 2006. 12. - 2007. 04. : 국방대학교 부총장
- 2007. 05. - 2008. 04. : 국방부 국방정보본부장 겸 합동참모본부 정보본부장 (공군 중장)
- 2008. 04. - 2008. 10. : 합동참모차장
- 2008. 12. - 2010. 10. : 공군참모총장 (공군 대장)
- 더불어민주당 정치인
- 바른정당 정치인
- 자유한국당 정치인
- 한국군사학회 고문

## 수상
- 국방부 장관 공로표창(1990)
- 대통령 공로표창(1996)
- 보국훈장 천수장(2003)
- 미국 공로훈장(2010)
- 보국훈장 통일장(2010)

| 전임 김은기 | 제31대 공군참모총장 2008년 10월 2일 ~ 2010년 9월 30일 | 후임 박종헌 |